# Cephonodes virescens
Cephonodes virescens is een vlinder uit de familie van de pijlstaarten (Sphingidae). De wetenschappelijke naam van de soort is voor het eerst geldig gepubliceerd in 1865 door Hans Daniel Johan Wallengren.